# Jaroslav Závada
Jaroslav Závada (8. května 1907 Hrabová u Ostravy, dnes Ostrava – 6. července 1964 Praha) byl český slavista, středoškolský profesor, redaktor, spisovatel a překladatel ze slovanských jazyků (z polštiny, slovinštiny, srbocharvatštiny a ruštiny).

## Život
Narodil se v rodině hutníka, který padl v první světové válce. Byl mladším bratrem básníka Viléma Závady. V letech 1918–1926 absolvoval klasické gymnázium v Ostravě a pak v letech 1926–1931 vystudoval slavistiku na Filozofické fakultě Univerzity Karlovy. Po skončení studia se vrátil domů a v Ostravě se roku 1931 stal jedním ze zakladatelů časopisu Poezie a roku 1932 Klubu přátel moderní kultury.  Od roku 1933 do roku 1935 pracoval jako redaktor v ostravském rozhlase a krátce též působil v Lidových novinách.
Roku 1935 se stal profesorem na Obchodní akademii v Mladé Boleslavi. Po zabrání budovy školy pro vojenské účely za druhé světové války se přestěhoval do Prahy, kde dále vyučoval na různých středních školách. Po skončení války získal roku 1947 titul PhDr. na základě disertace Vývoj ruského verše od 18. století do doby Puškinovy. Počátkem padesátých let externě přednášel ruskou literaturu na tehdejší Vysoké škole politických a hospodářských věd v Praze. Od roku 1957 působil jako vědecký pracovník pro slovanskou komparatistiku a studium ruského verše nejprve v Ústavu ruského jazyka, literatury a dějin SSSR a po jeho zrušení roku 1964 v Ústavu jazyků a literatur ČSAV.

## Dílo
Svou překladatelskou činnost zahájil na počátku 30. let jako překladatel poezie s orientací na moderní básníky křesťanské spirituality, které nacházel především v polské literatuře. Postupné začal překládat i básníky z tehdejší Jugoslávie, zejména představitele srbské moderny. Později začal překládat i prózu, a to i z ruštiny. Spolupracoval s nakladatelstvími Vyšehrad a Československý spisovatel a psal doslovy k jimi vydaným knihám v duchu tehdejší kulturní politiky (lidovost a pokrokovost). Výjimečně publikoval i vlastní beletrii především časopisecky), v rukopisu zůstala rozsáhlá práce o ruském a českém verši.

## Výběrová bibliografie

### Překlady
- 1930 – Julian Tuwim: Básně, překlad básní polského básníka.
- 1933 – Emil Zegadłowicz: Beskydské balady, překlad balad polského básníka.
- 1837 – Józef Wittlin: Sůl země, román polského básníka a prozaika.
- 1939 – Đuro Vilović: Tři hodiny, román chorvatského spisovatele.
- 1945 – Zpěv jihu, výbor z moderní srbské poesie, přeložil a uspořádal.
- 1946 – Vladimir Bartol: Alamut, román slovinského spisovatele.
- 1947 – Juš Kozak: Předměstí svatého Petra, román slovinského spisovatele.
- 1948 – Jaro národů ve slovanských literaturách, antologie, uspořádal Karel Krejčí.
- 1948 – Zlatý kohoutek, pohádky a povídky sovětských dětí.
- 1948 – Leopold Staff: Tragická falanga, výbor básní polského básníka.
- 1949 – Bolesław Prus: Loutka, překlad veršů v románu polského prozaika.
- 1949 – Valentin Ivanovič Kostylev: Ivan Hrozný, spolupřekladatel románu ruského spisovatele.
- 1950 – Stanisław Brzozowski: Plameny, překlad veršů v románu polského spisovatele.
- 1952 – Ivan Sergejevič Turgeněv: Otcové a děti, překlad románu ruského prozaika.
- 1952 – Nová polská poesie, antologie, spolupřekladatel.
- 1952 – Adam Mickiewicz: Balady a romance, sbírka balad polského básníka.
- 1953 – Sergej Vladimirovič Michalkov: Zajíček Hrdopýšek, spolupřekladatel divadelní hry pro nejmenší od ruského spisovatele.
- 1953 – Jerzy Andrzejewski: Strana a tvorba spisovatele, překlad politické stati polského spisovatele.
- 1954 – Jevgenij Ivanovič Čarušin: O velkých i malých, překlad povídek pro děti od ruského spisovatele.
- 1955 – Halina Rudnicka: Spartakovi žáci, překlad veršů v románu polské spisovatelky.
- 1956 – Ivan Sergejevič Turgeněv: Rudín, překlad románu ruského prozaika.

### Vlastní díla
- Slovanství a evropanství (1945)
- Úvod do estetiky ruského verše (1949), odborná publikace s použitím vlastní disertační práce.
- Pohádky dvanácti měsíčků (1957), výbor slovenských pohádek.
- Devět pávů (1958), převyprávění jihoslovanských pohádek.
- České národní pohádky a písně (1958), pohádky a písně vybral a textově upravil.